# 正義は消えず
「正義は消えず」（原題: Not Fade Away）は、テレビドラマ『エンジェル』の第5シーズンの第22話。視聴率低迷などで製作が打ち切られたため、テレビシリーズの事実上の最終回となった。

## ストーリー
エンジェルはウェスリーら他の仲間たちに真実を話し、黒い棘の会の抹殺に着手する。一方、エンジェルの忠誠心に疑念を抱くマーカス・ハミルトンは、エンジェルの秘書であるハーモニーを抱きこみ、エンジェルの計画の一部を知る。オフィスに戻ったエンジェルはハミルトンの待ち伏せに会うが、彼の血を吸うことによって形勢を逆転、ハミルトンを倒す。路地で仲間と待ち合わせをしたエンジェルは、イリリアからウェスリーが死んだことを聞かされる。そしてエンジェルたちの前には、ウルフラム&ハートが放った殺し屋たちが迫っていた。

## 配役
俳優名（役名/日本語吹替え声優名）の順。

### 主演
- デヴィッド・ボレアナズ（エンジェル/堀内賢雄）
- アンディ・ホーレット（ローン）
- メルセデス・マクナブ（ハーモニー・ケンドール/深水由美）
- アレクシス・デニソフ（ウェスリー・ウィンダム＝プライス/森田順平）
- ジェームズ・マースターズ（スパイク/堀川仁）
- エイミー・アッカー（イリリア）
- J・オーガスト・リチャーズ（チャールズ・ガン）

### 特別ゲスト
- クリスチャン・ケイン（リンジー・マクドナルド）
- ヴィンセント・カーシーザー（コナー）

### ゲスト出演
- デニス・クリストファー（サイヴァス・ヴェイル）
- サラ・トンプソン（イヴ）
- ジュリア・リー（アン・スティール）
- リーランド・クルーク（セバシス大公）
- ステーシー・トラヴィス（ヘレン・ブルッカー上院議員）
- アダム・ボールドウィン（マーカス・ハミルトン）

### 助演
- ライアン・アルヴァレス（ピー・ピー・デーモン）
- デヴィッド・フィグリオリ（バーテンダー）
- マーク・コルソン（イジー）

## 漫画化
このエピソードはIDWから3部作の漫画として発売、2009年にグラフィックノベルに編纂されている。